# Kenneth Kimmins
Kenneth Kimmins (Brooklyn, New York, 4 settembre 1941) è un attore statunitense.

## Filmografia parziale

### Cinema
- Quinto potere (Network), regia di Sidney Lumet (1976)
- Bachelor Party - Addio al celibato (Bachelor Party), regia di Neal Israel (1984)
- Un meraviglioso batticuore (Some Kind of Wonderful), regia di Howard Deutch (1987)
- Stella, regia di John Erman (1990)
- Tempeste di ghiaccio (Frozen Impact), regia di Neil Kinsella (2003)

### Televisione
- My Old Man - film TV, regia di John Erman (1979)
- Dallas - serie TV, 11 episodi (1982-1983)
- Hill Street giorno e notte (Hill Street Blues) - serie TV, 2 episodi (1982)
- Leo & Liz in Beverly Hills - serie TV, 6 episodi (1986)
- Coach - serie TV, 47 episodi (1989-1995)
- La bella e la bestia (Beauty and the Beast) - serie TV, 3 episodi (1989-1990)
- Perry Mason: Morte di un dongiovanni (Perry Mason: The Case of the Reckless Romeo), regia di Christian I. Nyby II – film TV (1992)
- La famiglia Brock (Picket Fences) - serie TV, 2 episodi (1992-1993)
- Lois & Clark - Le nuove avventure di Superman (Lois & Clark: The New Adventures of Superman) - serie TV, 15 episodi (1995-1997)
- Due ragazzi e una ragazza (Two Guys and a Girl) - serie TV, 2 episodi (1998)
- Tesoro, mi si sono ristretti i ragazzi- serie TV, 2 episodi (1999-2000)
- Uno scimpanzé di... famiglia (The Jennie Project), regia di Gary Nadeau – film TV (2001)
- West Wing - Tutti gli uomini del Presidente (The West Wing) - serie TV, episodio 5x15 (2004)

## Doppiatori italiani
Nelle versioni in italiano delle opere in cui ha recitato, Kenneth Kimmins è stato doppiato da:
- Claudio Parachinetto in Law & Order: Criminal Intent
- Giovanni Caravaglio in Desperate Housewives
- Silvio Anselmo in E.R. - Medici in prima linea
- Bruno Alessandro in Confess, Fletch